# جيري نارديلو
جيري نارديلو (بالإنجليزية: Gerry Nardiello)‏ هو لاعب كرة قدم بريطاني في مركز الهجوم، ولد في 5 مايو 1966 في Warley, West Midlands ‏ في المملكة المتحدة. لعب مع شروزبري تاون.